# Die Superbullen (2011)
Die Superbullen ist eine deutsche Filmkomödie und die Fortsetzung von Voll normaaal und Ballermann 6, welche ebenfalls mit Tom Gerhardt und Hilmi Sözer besetzt sind. Filmverleih ist Constantin Film.

## Handlung
Die Proleten Tommie und Mario sind als Streifenpolizisten in Köln-Kalk unterwegs. Aufgrund ihres rüpelhaften Verhaltens und der hirnrissigen Idee, einem ungeliebten Kollegen einen wilden Beutelteufel ins Auto zu stecken, werden sie zur Fahrradstaffel abkommandiert. Sie hören jedoch vom großen Skandal: Das Maskottchen vom 1. FC Köln, der Geißbock Hennes wurde entführt. Sie übernehmen den Fall kurzerhand selbst und recherchieren im Krankenhaus, wo der Tierwart im Koma liegt und „München“ ausspricht. Die beiden Prolls sehen dies als Auftrag und beschlagnahmen einen Sportwagen, um damit nach München zu gelangen. Bei der Allianz Arena findet ein Event statt, und die beiden Jungs versuchen, Franz Beckenbauer eine Aussage zum Geißbock zu entlocken, was nicht gelingt. Nach einem Anruf des Tierwarts fällt ihnen ein Schrottwagen in Köln ein, wo das Tier zuletzt gesehen wurde. Sie eilen zurück und können das Tier wiederfinden, während der Sportwagen in der Schrottpresse landet. Als der ursprüngliche Besitzer des Sportwagens auftaucht und droht, kann eine Polizeigruppe die Täter dingfest machen. Unter großem Jubel wird das Maskottchen ins Stadion gebracht, und der 1. FC Köln macht ein Tor nach dem anderen, bis er schließlich als Sieger vom Platz geht.

## Rezeption
„…Unter der Regie des in Comedy-Fragen überaus routinierten Gernot Roll […] ist in der deutschen Antwort auf ‚Police Academy‘ kein Kalauer zu schade, um hier nicht in kruder Slapstickmanier verwurstet zu werden. Dabei entwickelt das Ergebnis mit seinen unzähligen Gastauftritten namhafter Comedians und Celebritys einen ganz eigenen Charme, der sich entfaltet, wenn man ihn nur lässt.“

„…Eines muss man Gerhardt dabei zugestehen: Angst, zu tief zu fliegen, hatte er nicht. In seinen Filmen wird gesoffen, gefurzt, gerülpst, gepopelt und gekotzt, dass es eine Freude ist. Keine Unappetitlichkeit wird ausgelassen, und die ersten beiden Filme segeln knapp unterhalb jeder Geschmacksgrenze.[…] Möglicherweise hat Gerhardt die Zeichen der Zeit erkannt und steuert deswegen mit ‚Die Superbullen‘ jetzt einen etwas höheren Kurs. So ganz ohne Kotz- und Furzszenen geht es zwar auch hier nicht. Aber die Ekelabteilung hält sich im Vergleich erstaunlich zurück. Tatsächlich erzählt die Polizeikomödie so etwas wie eine Story und reiht nicht nur einen Schockgag an den anderen.[…] Auch wenn Tom Gerhardt mit seiner neuen Komödie keine Preise gewinnen wird, hebt sie sich doch überraschend von ihren Vorgängern ab. Positiv wirkt sich beispielsweise aus, dass Tommie seine alberne Pudel- gegen eine Polizeimütze tauscht und schon dadurch weit weniger infantil wirkt. Die Gags, geschmackssicher oder nicht, zünden, und handwerklich ist dem Film dank seinem versierten Regisseur Gernot Roll[…] sowieso nichts vorzuwerfen. Im Prinzip bleibt alles beim Alten: Man kann Tom Gerhardts Humor nur lieben oder hassen.“

„Wenn bereits Wochen vor dem Kinostart feststeht, dass es vorab keine Pressevorführung geben wird, kann das in der Regel nicht als gutes Zeichen gewertet werden. […] Warum die Kritik das Ganze nicht vorab begutachten darf? Bei einem Tom-Gerhardt-Film wisse man, was einen erwartet, lautet die Begründung. Eigentlich schon Wertung genug.“

„Da sieht man doch mal, dass so ein Quatschfilm ein breites Publikum finden kann“

„Deprimierend billige Klamotte ohne jegliche formale oder inhaltliche Ambitionen, die ihre Geschmacklosigkeiten selbstverliebt als schenkelklopfenden "Kult" zelebriert.“

## Trivia
- Am Startwochenende, dem 6. und 7. Januar 2011, erreichte der Film in 253 Kinos 200.000 Besucher und stieg somit auf Platz 3 ein.[7] Insgesamt 428.702 Besucher bedeuteten Platz 78 der Kinocharts 2011.[8]
- Die Superbullen ist der letzte veröffentlichte Film des Produzenten Bernd Eichinger, der die Filmreihe als Trilogie des Grauens bezeichnete.